# Orchesia blandula
Orchesia blandula là một loài bọ cánh cứng trong họ Melandryidae. Loài này được Brancsik miêu tả khoa học năm 1874.